# تسانتیل
تسانتیل (به لاتین: Tsantil) یک منطقهٔ مسکونی در روسیه است که در داغستان واقع شده‌است.